# US Open de 2008
O US Open de 2008 foi um torneio de tênis disputado nas quadras duras do USTA Billie Jean King National Tennis Center, no Flushing Meadows-Corona Park, no distrito do Queens, em Nova York, nos Estados Unidos, entre 25 de agosto e 8 de setembro. Corresponde à 41ª edição da era aberta e à 128ª de todos os tempos.
Devido aos Jogos Paralímpicos de Verão de 2008, não haverá, desta vez, o Grand Slam norte-americano no circuito de cadeirantes para simples e duplas, masculino e feminino, e para tetraplégicos.

## Cabeças de chave

### Simples

#### Masculino
1. Rafael Nadal
2. Roger Federer
3. Novak Đoković
4. David Ferrer
5. Nikolay Davydenko
6. Andy Murray
7. David Nalbandian
8. Andy Roddick
9. James Blake
10. Stanislas Wawrinka
11. Fernando González
12. Richard Gasquet
13. Fernando Verdasco
14. Ivo Karlović
15. Tommy Robredo
16. Gilles Simon
17. Juan Martín del Potro
18. Nicolas Almagro
19. Jo-Wilfried Tsonga
20. Nicolas Kiefer
21. Mikhail Youzhny
22. Tomáš Berdych
23. Igor Andreev
24. Paul-Henri Mathieu
25. Philipp Kohlschreiber
26. Dmitry Tursunov
27. Feliciano Lopez
28. Radek Štěpánek
29. Juan Mónaco
30. Marin Čilić
31. Andreas Seppi
32. Gaël Monfils

Ausência: Mario Ancic

#### Feminino
1. Ana Ivanović
2. Jelena Janković
3. Svetlana Kuznetsova
4. Serena Williams
5. Elena Dementieva
6. Dinara Safina
7. Venus Williams
8. Vera Zvonareva
9. Agnieszka Radwanska
10. Anna Chakvetadze
11. Daniela Hantuchová
12. Marion Bartoli
13. Agnes Szavay
14. Victoria Azarenka
15. Patty Schnyder
16. Flavia Pennetta
17. Alizé Cornet
18. Dominika Cibulkova
19. Nadia Petrova
20. Nicole Vaidišová
21. Caroline Wozniacki
22. Maria Kirilenko
23. Lindsay Davenport
24. Shahar Peer
25. Francesca Schiavone
26. Anabel Medina Garrigues
27. Alona Bondarenko
28. Katarina Srebotnik
29. Sybille Bammer
30. Ai Sugiyama
31. Virginie Razzano
32. Amélie Mauresmo

Ausência: Maria Sharapova

## Finais

### Profissional
| Categoria | Evento    | Campeã(s)(o/ões)        | Vice-campeã(s)(o/ões)        | Resultado     | Chave(s)  | Chave(s)       |
| --------- | --------- | ----------------------- | ---------------------------- | ------------- | --------- | -------------- |
| Simples   | Masculino | Roger Federer           | Andy Murray                  | 6–2, 7–5, 6–2 | principal | qualificatório |
| Simples   | Feminino  | Serena Williams         | Jelena Janković              | 6–4, 7–5      | principal | qualificatório |
| Duplas    | Masculino | Bob Bryan Mike Bryan    | Lukáš Dlouhý Leander Paes    | 7–65, 7–610   | principal | principal      |
| Duplas    | Feminino  | Cara Black Liezel Huber | Lisa Raymond Samantha Stosur | 6–3, 7–66     | principal | principal      |
| Duplas    | Misto     | Cara Black Leander Paes | Liezel Huber Jamie Murray    | 7–66, 6–4     | principal | principal      |

### Juvenil
| Categoria | Evento    | Campeã(s)(o/ões)                    | Vice-campeã(s)(o/ões)              | Resultado         | Chave(s)  | Chave(s)       |
| --------- | --------- | ----------------------------------- | ---------------------------------- | ----------------- | --------- | -------------- |
| Simples   | Masculino | Grigor Dimitrov                     | Devin Britton                      | 6–4, 6–3          | principal | qualificatório |
| Simples   | Feminino  | Coco Vandeweghe                     | Gabriela Paz-Franco                | 7–63, 6–1         | principal | qualificatório |
| Duplas    | Masculino | Nikolaus Moser Cedrik-Marcel Stebe  | Henri Kontinen Christopher Rungkat | 7–65, 3–6, [10–8] | principal | principal      |
| Duplas    | Feminino  | Noppawan Lertcheewakarn Sandra Roma | Mallory Burdette Sloane Stephens   | 6–0, 6–2          | principal | principal      |

### Outros eventos
| Categoria         | Evento    | Campeã(s)(o/ões)      | Vice-campeã(s)(o/ões)       | Resultado | Chave     | Chave     |
| ----------------- | --------- | --------------------- | --------------------------- | --------- | --------- | --------- |
| Simples convidado | Masculino | Pat Cash              | Mats Wilander               | 6–2, 6–2  | principal | principal |
| Simples convidado | Feminino  | Martina Navrátilová   | Jana Novotná                | 6–3, 6–3  | principal | principal |
| Duplas convidadas | Misto     | Anne Smith Stan Smith | Ilana Kloss Guillermo Vilas | 6–4, 6–4  | principal | principal |